# Stichopogon pritchardi
Stichopogon pritchardi là một loài ruồi trong họ Asilidae. Stichopogon pritchardi được Bromley miêu tả năm 1951. Loài này phân bố ở vùng Tân Bắc giới.